# Verandah (Man)

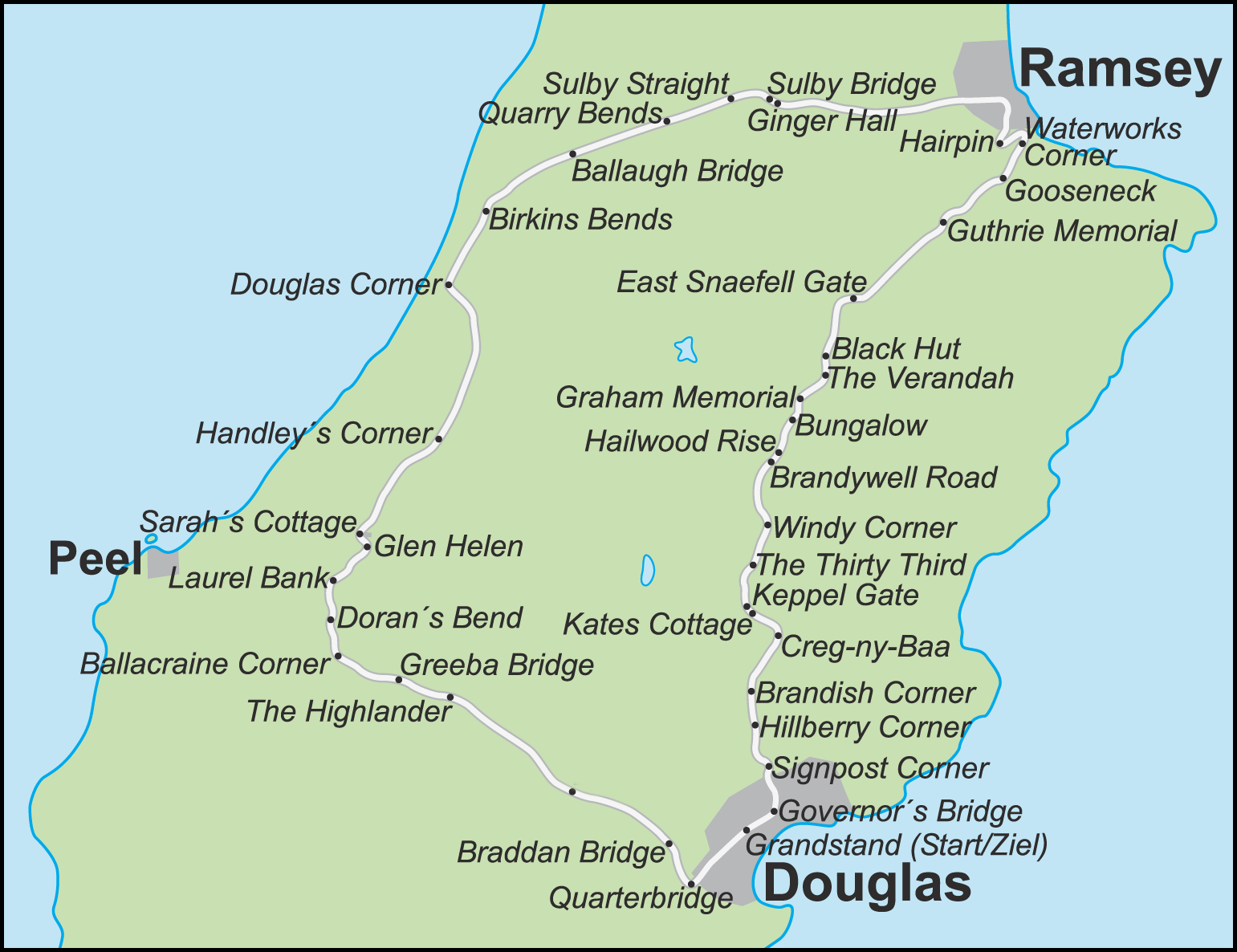
The Verandah ligt langs het oostelijke deel van de Snaefell Mountain Course

De Verandah is een serie van vier bochten in de A18 Mountain Road in de civil parish Lonan op het eiland Man. De Verandah vormt een markante plaats in de Snaefell Mountain Course, het stratencircuit dat wordt gebruikt voor de Isle of Man TT en de Manx Grand Prix. 
| De dood van Gilberto Parlotti had grote gevolgen voor de Isle of Man TT. Het overlijden van Santiago Herrero in 1970 had al geleid tot een gedeeltelijke boycot van de race. In 1971 kwam een groot aantal topcoureurs al niet meer naar het eiland Man. Chas Mortimer, die tot dat moment een voorstander van de Isle of Man TT was, verklaarde na de race dat hij tijdens de trainingen al de gevaarlijke situatie in de buurt van de Verandah had opgemerkt en gemeld aan de organisatie. In plaats van een muurtje af te dekken of te verwijderen werden er echter betonnen paaltjes geplaatst. Het verzoek van Mortimer om díe dan ten minste te voorzien van strobalen werd afgewezen. Giacomo Agostini ageerde al jaren tegen de gevaren van de Mountain Course, en de dood van Parlotti was voor hem de druppel die de emmer deed overlopen. Hij kreeg steun van anderen, waaronder Phil Read, die meteen verklaarde nooit meer op het eiland Man te zullen racen. Ook Rodney Gould vond het circuit te gevaarlijk en zelfs Chas Mortimer en John Cooper, een grote naam in de steeds populairder wordende 750cc-klasse, weigerden er nog te rijden. In oktober 1972 tekenden de Italiaanse merken Aermacchi Harley-Davidson, Benelli, Ducati, Morbidelli, Moto Villa en MV Agusta een petitie van Walter Bergonzini om de Isle of Man TT van de WK-kalender te schrappen. De Italiaanse bond distantieerde zich hiervan, zodat er op het FIM-congres van 1972 niet eens over gesproken werd. De Isle of Man TT werd nog niet van de WK-kalender geschrapt, maar MV Agusta maakte enkele weken later bekend in 1973 in geen geval naar het eiland Man af te reizen. In 1973 kwam er een vrij algemene boycot. De Isle of Man TT was besmet en verloor in 1976 alsnog haar WK-status. Er werd bij de Verandah een klein monument voor Gilberto Parlotti opgericht, maar dat bestond uit een houten kruis dat niet onderhouden werd en ten prooi viel aan regen en wind. |

De Verandah maakte ook al deel uit van de Highroads Course en de Four Inch Course, waarop tussen 1904 en 1911 de Gordon Bennett Trial en de Tourist Trophy voor auto's werden verreden. De top van de berg Snaefell en het eindpunt van de Snaefell Mountain Railway liggen ongeveer een kilometer ten westen van de Verandah.
In de winter van 1970-1971 werd de A18 bij de Verandah verbreed door een stukje van de heuvel weg te halen. Dat was nodig omdat de weg hier op veengrond was gebouwd en begon af te brokkelen. Tot dat moment was de weg smaller en konden de coureurs er niet zo hard doorheen, maar na de verbreding werd dat anders.

## Naamgeving
De oorsprong van de naam "Verandah" is niet bekend, maar waarschijnlijk is het geen echt oude naam. Kanunnik Ernest Stenning schreef in 1963 dat de naam toen nog vrij recent was.

## Circuitverloop
Slechts weinig coureurs nemen de bochten bij Black Hut volgas, maar ze bestaan wel. Daarna wordt de weg, die tot dat moment voortdurend een beetje stijgt, even wat vlakker richting Verandah.

### Verandah en 30e mijlpaal
Verandah zelf bestaat uit vier aaneengesloten bochten naar rechts, die sinds de verbreding van de weg als één bocht genomen kunnen worden. Voorwaarde is wel dat een coureur dan vanaf het begin de ideale rijlijn weet te vinden. Als hij dat doet kan hij in de laatste bocht opschakelen naar de hoogste versnelling. Enkele honderden meters na Verandah passeren de coureurs de 30e mijlpaal van de Mountain Course.

## Gebeurtenissen bij de Verandah
- Op 5 september 1963 verongelukte Raymond Rowe met een 500 cc Norton Manx tijdens de Senior Race van de Manx Grand Prix.
- Op 3 juni 1970 verongelukte Michael Collins met een 500 cc Seeley G50 tijdens de training voor de Isle of Man TT.
- Op 9 juni 1972 verongelukte Gilberto Parlotti met een 125 cc Morbidelli tijdens de Lightweight 125 cc TT.

## Trivia
- Rudi Felgenheier reed in 1953 voor het team van DKW. Hij reed wat oefenrondjes buiten de officiële trainingen om, maar botste bij de 30e mijlpaal tegen een bestelauto. Hij raakte zodanig gewond dat hij niet kon racen, maar kreeg later ook nog een boete van 7 pond wegens roekeloos rijden.
- Amateur en Manxman Phil Heath zei over de Verandah: "Het kan angstig zijn omdat je in de buitenbocht alleen lucht ziet, waardoor het lijkt dat je, als je de bocht te ruim neemt, de ruimte in schiet." Ruim vijftig jaar later maakte Conor Cummins dat bijna letterlijk mee. Hij verloor in 2010 de controle over zijn motorfiets en vloog over de rand de Laxey Valley in. Het resulteerde in een van de meest bekeken video's van de Isle of Man TT, maar Conor hield er slechts enkele botbreuken aan over.[2]

(Markante punten in cursief zijn onofficiële punten of worden alleen gebruikt binnen Marshal Sectors)
1e mijl:
TT Grandstand ·
Nobles Park ·
St Ninian's Crossroads ·
Bray Hill ·
Ago's Leap ·
Quarterbridge Road ·
1st Milestone ·
2e mijl:
Wal Handley Memorial Seat ·
Quarterbridge ·
Port-y-Chee Meadow ·
Braddan Bridge ·
Jubilee Oak ·
Braddan Bridge House ·
Braddan Depot ·
Snugborough (Cronk Dhoo) ·
2nd Milestone ·
3e mijl:
Union Mills (Mullen Dhoo, Mwyllin Dhoo Aah, Mullin Doway) ·
Railway Inn ·
Ballahutchin Hill (Elm Bank Hill) ·
3rd Milestone ·
4e mijl:
Ballafreer ·
Glenlough ·
Ballagarey Corner ·
Glen Vine (Glen Darragh) ·
Ballabeg ·
4th Milestone ·
5e mijl:
Crosby ·
Crosby Left (Vicarage Corner) ·
Crosby Cross-Roads ·
5th Milestone ·
6e mijl:
Crosby Hill (Ballaglonney Hill of Halfway Hill) ·
Halfway House (The Waggon & Horses) ·
St Trinian's ·
The Highlander ·
Greeba Verandah ·
Pear Tree Cottage ·
Greeba Castle ·
6th Milestone ·
7e mijl:
Appledene (Shimmin's Corner) ·
Central Valley (Greeba Gap) ·
Greeba Bridge ·
The Hawthorn ·
Knock Breck ·
Gorse Lea ·
7th Milestone ·
8e mijl:
Ballagarraghyn ·
Ballacraine ·
Ballaspur ·
Ballig ·
8th Milestone ·
9e mijl:
Ballig Bridge ·
Doran's Bend ·
Laurel Bank ·
9th Milestone ·
10e mijl
Glen Moar Mill ·
Black Dub ·
Quarter-Distance Marker ·
The Vaish ·
Glen Helen (Glen Rhenass) ·
Sarah's Cottage ·
Creg Willey's Hill ·
10th Milestone ·
11e mijl:
Lambfell Beg ·
Lambfell (Moar) Cottage ·
Cronk-y-Voddy (Cronk-y-Voddy Straight) ·
Cronk-y-Voddy Cross Roads ·
Molyneux's ·
Cronk Bane Farm ·
11th Milestone ·
12e mijl:
Drinkwater's Bend ·
Handley's Corner (Cronk-y-Fedjag, Ballamenagh) ·
12th Milestone ·
13e mijl:
McGuinness's (Shoughlaigue Bridge) ·
Ballaskyr ·
Barregarrow Cross Roads (Cronk Aashen) ·
Barregarrow ·
Little Bray ·
Barregarrow Bottom ·
Cammal Farm ·
Cronk Urleigh ·
13th Milestone ·
14e mijl:
Ballalonna Bridge ·
Westwood Corner ·
Ballakinnag ·
14th Milestone ·
15e mijl:
Douglas Road Corner ·
Glen Wyllin Corner ·
The Mitre ·
Dave Saville Memorial Seat ·
Kirk Michael ·
The White House ·
15th Milestone ·
16e mijl:
Birkin's Bend ·
Rhencullen ·
Bishopscourt ·
Bishopscourt Farm Bends ·
Bishopscourt Straight ·
Orrisdale North ·
16th Milestone ·
17e mijl:
Dub Cottage (Bishop's Dub) ·
Alpine Cottage ·
Balla Cobb ·
17th Milestone ·
18e mijl:
Ballaugh Bridge ·
Ballaugh ·
Gwen's ·
Ballacrye Corner ·
Ballacrye ·
18th Milestone ·
19e mijl:
Quarry Bends ·
Ballavolley ·
Wildlife Park ·
Sulby Straight ·
Half-distance Marker ·
19th Milestone ·
20e mijl:
Sulby ·
Sulby Glen Hotel ·
Sulby Crossroads ·
Sulby Bridge ·
20th Milestone ·
21e mijl:
Ginger Hall ·
Kerrowmoar ·
21st Milestone ·
22e mijl:
Glen Duff ·
Glentramman ·
Temple Corner (Water Through Corner) ·
Glentramman Loop Road ·
Churchtown ·
Caravan ·
22nd Milestone ·
23e mijl:
Lezayre War Memorial ·
Ballakillingan ·
Conker Fields ·
K-tree ·
Sky Hill ·
Milntown Cottage (Pinfold Cottage) ·
Milntown Bridge (Glen Auldyn Bridge) ·
Milntown ·
Gardener's Lane ·
23rd Milestone ·
24e mijl:
Lezayre Road ·
School House Corner (Crossags, Russel's Corner) ·
Parliament Square ·
Queen's Pier Road ·
Ramsey Depot ·
Cruickshanks Corner ·
May Hill ·
24th Milestone ·
25e mijl:
Whitegates ·
Stella Maris ·
Ramsey Hairpin ·
Little Gooseneck ·
Water Works Corner ·
Ballure Reservoir ·
Mountain Section ·
Tower Bends ·
25th Milestone ·
26e mijl:
Gooseneck ·
Joey's (26th Milestone) ·
27e mijl:
Guthrie's Memorial ·
The Cutting ·
27th Milestone ·
28e mijl:
Milligan's Bridge ·
Mountain Mile ·
28th Milestone ·
29e mijl:
Three-Quarter distance marker ·
Mountain Box (East Mountain Gate, East Snaefell Gate) ·
29th Milestone ·
30e mijl:
Casey's (Rice's Corner, George's Folly) ·
Black Hut (Stonebreakers Hut, Shepherd's Hut) ·
John Smyth Memorial Shelter ·
Verandah ·
30th Milestone ·
31e mijl:
Bungalow Bridge ·
Stonebridge ·
Les Graham Memorial ·
Bungalow Bends ·
McIntyre Box ·
Murray's Museum ·
Joey Dunlop Memorial ·
The Bungalow ·
31st Milestone ·
32e mijl:
Hailwood's Rise ·
Hailwood's Height ·
Brandywell (West Mountain Gate, Beinn-y-Phott Gate, Bungalow Gate) ·
Duke's (32nd Milestone) ·
33e mijl:
Windy Corner (Nobles Corner) ·
Nobles Park Road ·
Slieu Lhost Quarry ·
Thirty-Third (33rd Milestone) ·
34e mijl:
Keppel Gate (Clarke's Corner) ·
Kate's Cottage (Shepherd's House) ·
34th Milestone ·
35e mijl:
Creg-ny-Baa (the Keppel Hotel) ·
Gob-ny-Geay (Sunny Orchard) ·
35th Milestone ·
36e mijl:
Brandish Corner (Telegraph Hill, O'Donnell's en Upper Hillberry Corner) ·
Hillberry Corner ·
36th Milestone ·
37e mijl:
Glen Dhoo Farm ·
Hillberry Road ·
Cronk-ny-Mona ·
Johnny Watterson's Lane ·
Signpost Corner ·
Bedstead Corner ·
The Nook ·
37th Milestone ·
38e mijl:
Bemahague ·
Governor's Bridge ·
Governor's Dip ·
Glencrutchery Road ·
38th Milestone